# Andinosaura crypta
Andinosaura crypta — вид ящірок родини гімнофтальмових (Gymnophthalmidae). Ендемік Еквадору.

## Поширення і екологія
Andinosaura crypta мешкають в долинах Сігчос і Лас-Пампас в провінції Котопахі, на території Еквадорських Анд. Вони живуть у вологих вічнозелених гірських хмарних лісах. Зустрічаються на висоті від 1456 до 3066 м над рівнем моря.

## Збереження
МСОП класифікує цей вид як такий, що перебуває під загрозою зникнення. Andinosaura crypta загрожує знищення природного середовища.